# GYAO! CLUB INTIMATE
『GYAO! CLUB INTIMATE』（ギャオ クラブ インティメイト）は、J-WAVEで2018年3月2日から2019年9月27日まで放送されていたラジオ番組。

## 番組内容
J-WAVEとGYAO!によるコラボレーション番組。「アーティストとアーティストが紡ぎ出す親密な空間」をテーマに2組のアーティストが音楽トークを繰り広げる。
2018年10月以降に開催予定のライブイベント『GYAO! CLUB INTIMATE SPECIAL LIVE（仮）』に番組に出演したアーティストの中から、ピックアップされる。

## 放送時間
- J-WAVE 金曜日 23:00 - 23:30

J-WAVEでの放送後には、オフショットや対談の様子を収録した動画がGYAO!にて配信されている。

## ゲスト
| 2018年            | 2018年                                                      |
| 放送日            | ゲスト                                                      |
| ----------------- | ----------------------------------------------------------- |
| 3月2日、9日、16日 | SKI-HI、きゃりーぱみゅぱみゅ                                |
| 3月23日、3月30日  | ビッケブランカ、NakamuraEmi                                 |
| 4月6日、4月13日   | 大森元貴（Mrs. GREEN APPLE）、かれん（Little Glee Monster） |
| 4月20日、4月27日  | ヤマサキセイヤ（キュウソネコカミ）、津野米咲（赤い公園）    |